# Ксіда Ніна Владиславівна
Ні́на Владисла́вівна Ксі́да (* 1955) — виконавиця на народних музичних інструментах. Заслужена артистка України (2009).

## З життєпису
Народилася 1955 року в місті Котовськ Одеської області. Закінчила музичнк школу, потім — музичне училище імені Данькевича (клас домри). 1979 року закінчила Одеську консерваторію (клас В. Касьянова). Від 1983 року працювала солісткою ансамблю «Мозаїка» Одеської філармонії — який був лауреатом міжнародних конкурсів у містах Лімбург-ан-дер-Лан (1999) та Клінгенталь (2001). Від 2008 року — начальниця концертного відділу Одеської філармонії.
У репертуарі — світова класика, твори сучасних українських та російських композиторів, обробки українського і російського фольклору.
Відбувалися гастролі у США, Німеччині, Фінляндії, Польщі, Болгарії, Франції, країнах СНД.
Має записи у фондах Українського радіо і телебачення.
Син Ксіда Михайло Сергійович — також музикант.